# Binche-Chimay-Binche
La Binche-Chimay-Binche (oficialmente: Binche-Chimay-Binche/Mémorial Frank Vandenbroucke) es una carrera ciclista profesional de un día belga que se disputa en la ciudad de Binche (provincia de Henao).
Fue creada en 1911. Las 3 ediciones que se disputaron entre 1939 y 1945 fueron amateurs. Tras desaparecer en 1997 la carrera volvió en 2010 en el mes de octubre con el nombre de Binche-Tournai-Binche/Mémorial Frank Vandenbroucke, esto para recordar al fallecido ciclista belga Frank Vandenbroucke. Desde 2013 la carrera pasó a denominarse Binche-Chimay-Binche/Mémorial Frank Vandenbroucke, además forma parte del UCI Europe Tour, dentro de la categoría 1.1.

## Palmarés

### Ediciones amateur
| Año       | Ganador            | Segundo          | Tercero          |
| --------- | ------------------ | ---------------- | ---------------- |
| 1939      | Jules Brichard     | Henri Deconninck | Edward Van Dijck |
| 1940-1941 | No se disputó      | No se disputó    | No se disputó    |
| 1942      | Theo Van Oppen     | ?                | ?                |
| 1942-1944 | No se disputó      | No se disputó    | No se disputó    |
| 1945      | Georges Hardiquest | Rene Decock      | Albert Rely      |

### Ediciones profesionales
| Año                                                                                  | Ganador                     | Segundo                 | Tercero              |
| ------------------------------------------------------------------------------------ | --------------------------- | ----------------------- | -------------------- |
| Binche-Tournai-Binche                                                                |                             |                         |                      |
| 1911                                                                                 | Jean Van Ingelghem          | Hubert Noël             | Camille Botte        |
| 1912                                                                                 | Felix Sellier               | Jean Rossius            | Dieudonné Gauthy     |
| 1913-1921 ediciones no realizadas                                                    |                             |                         |                      |
| 1922                                                                                 | Omer Taverne                | Joseph Schroeven        | Jan Mertens          |
| 1923                                                                                 | Achille Vermandel           | Joseph Pe               | Antoine Speeckaert   |
| 1924                                                                                 | Hector Martin               | August Mortelmans       | Aimé Dossche         |
| 1925                                                                                 | Arthur Dewit                | Jean Dewaerheydt        | Leon Parmentier      |
| 1926                                                                                 | Omer Taverne                | Alfred Sira             | Michel Schouleur     |
| 1927                                                                                 | Jean Hans                   | Marcel Houyoux          | Aimé Deravet         |
| 1928-1929 ediciones no realizadas                                                    |                             |                         |                      |
| 1930                                                                                 | Alfons Kindt                | Léon Louyet             | August Reyns         |
| 1931-1983 ediciones no realizadas                                                    |                             |                         |                      |
| 1984                                                                                 | Benny Van Brabant           | Yves Godimus            | Martin Durant        |
| 1985                                                                                 | Adrie van der Poel          | William Tackaert        | Michel Dernies       |
| 1986                                                                                 | Ronny Van Holen             | Yves Godimus            | Walter Dalgal        |
| 1987                                                                                 | Wim van Eynde               | Paul Haghedooren        | Werner Devos         |
| 1988                                                                                 | Nico Emonds                 | Jan Goessens            | Yves Godimus         |
| 1989                                                                                 | Dominique Gaigne            | Carlo Bomans            | Martial Gayant       |
| 1990                                                                                 | Jelle Nijdam                | Corneille Daems         | Eric Vanderaerden    |
| 1991                                                                                 | Michel Dernies              | Stefan Van Leeuwe       | Michel Vermote       |
| 1992                                                                                 | Jean Marie Wampers          | Pierre Herinne          | Paul Haghedooren     |
| 1993                                                                                 | Patrick Van Roosbroeck      | Marcel Wüst             | Paul Haghedooren     |
| 1994                                                                                 | Wilfried Nelissen           | Johan Museeuw           | Carlo Bomans         |
| 1995                                                                                 | Jelle Nijdam                | Edwig van Hooydonck     | Erwin Thijs          |
| 1996                                                                                 | Frank Vandenbroucke         | Jean-Pierre Heynderickx | Tom Steels           |
| 1997-2009 ediciones no realizadas Binche-Tournai-Binche/Mémorial Frank Vandenbroucke |                             |                         |                      |
| 2010                                                                                 | Elia Viviani                | Jakob Fuglsang          | Rob Ruijgh           |
| 2011                                                                                 | Rüdiger Selig               | Baden Cooke             | Adrien Petit         |
| 2012                                                                                 | Adam Blythe                 | Adrien Petit            | John Degenkolb       |
| Binche-Chimay-Binche/Mémorial Frank Vandenbroucke                                    |                             |                         |                      |
| 2013                                                                                 | Reinardt Janse van Rensburg | Björn Leukemans         | Greg Van Avermaet    |
| 2014                                                                                 | Zdeněk Štybar               | John Degenkolb          | Jens Debusschere     |
| 2015                                                                                 | Ramon Sinkeldam             | Pim Ligthart            | Tom Van Asbroeck     |
| 2016                                                                                 | Arnaud Démare               | Zdeněk Štybar           | Jürgen Roelandts     |
| 2017                                                                                 | Jasper De Buyst             | Matteo Trentin          | Tom Devriendt        |
| 2018                                                                                 | Danny van Poppel            | Yves Lampaert           | Oliver Naesen        |
| 2019                                                                                 | Tom Van Asbroeck            | Oliver Naesen           | Jos van Emden        |
| 2021                                                                                 | Danny van Poppel            | Rasmus Tiller           | Lionel Taminiaux     |
| 2022                                                                                 | Christophe Laporte          | Rasmus Tiller           | Hugo Page            |
| 2023                                                                                 | Luca Mozzato                | Edward Theuns           | Søren Kragh Andersen |
| 2024                                                                                 | Arnaud De Lie               | Biniam Girmay           | Milan Fretin         |
| 2025                                                                                 |                             |                         |                      |

## Palmarés por países
Solo ediciones profesionales
| País            | Victorias |
| --------------- | --------- |
| Bélgica         | 21        |
| Países Bajos    | 6         |
| Francia         | 3         |
| Italia          | 2         |
| Alemania        | 1         |
| Reino Unido     | 1         |
| Sudáfrica       | 1         |
| República Checa | 1         |